# Stephan Luder
Stephan Luder (3 gennaio 1967) è un giocatore di curling svizzero.

## Biografia
Partecipò ai XV Giochi olimpici invernali edizione disputata a Calgary (Canada) nel 1988, riuscendo ad ottenere la seconda posizione nella squadra svizzera con i connazionali Mario Flückinger, Rico Simen, Hansjörg Lips e Peter Lips.
Nell'edizione la nazionale norvegese si classificò prima la canadese terza. La competizione ebbe lo status di sport dimostrativo